# Moller Villa

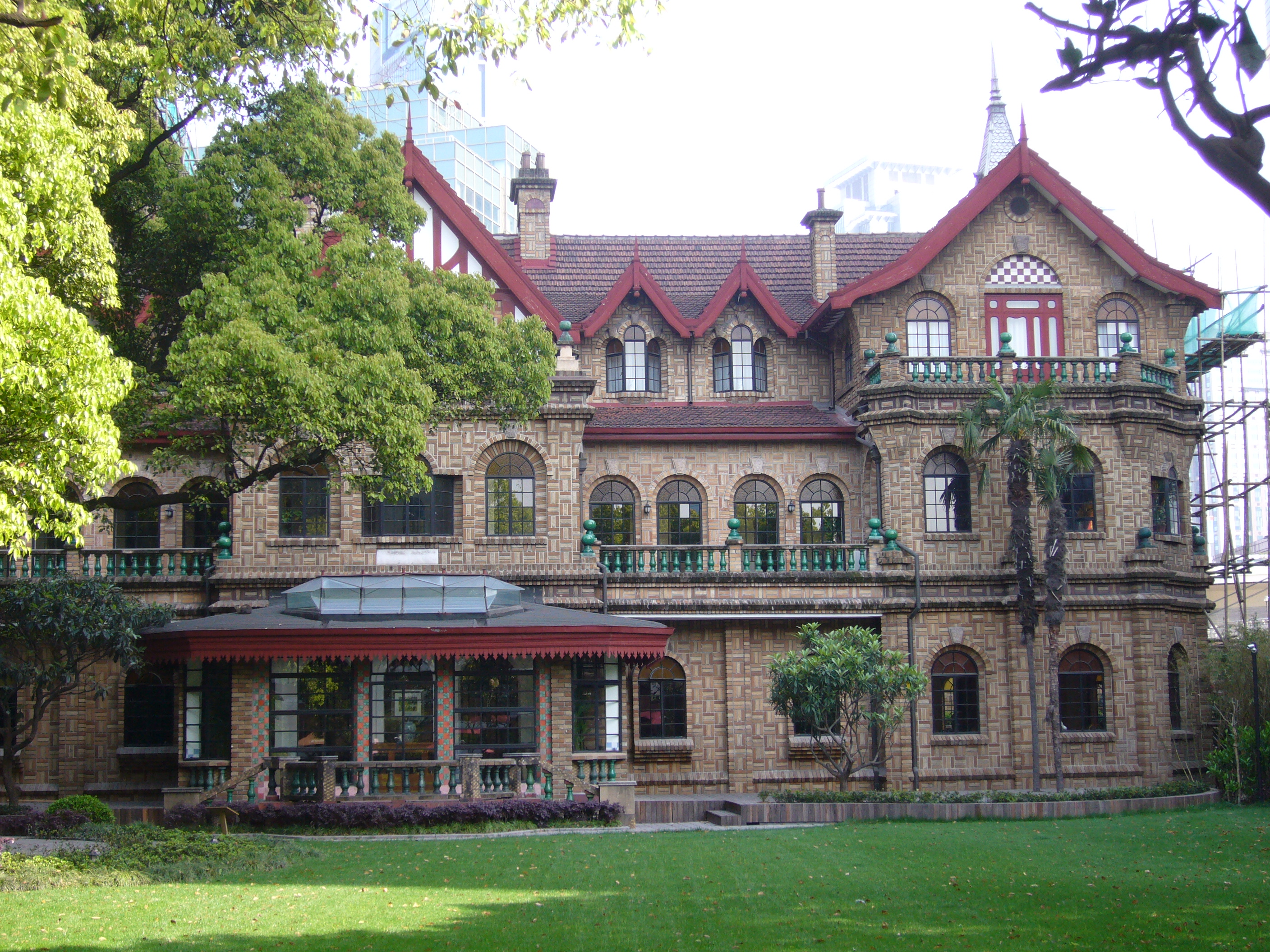
Moller Villa

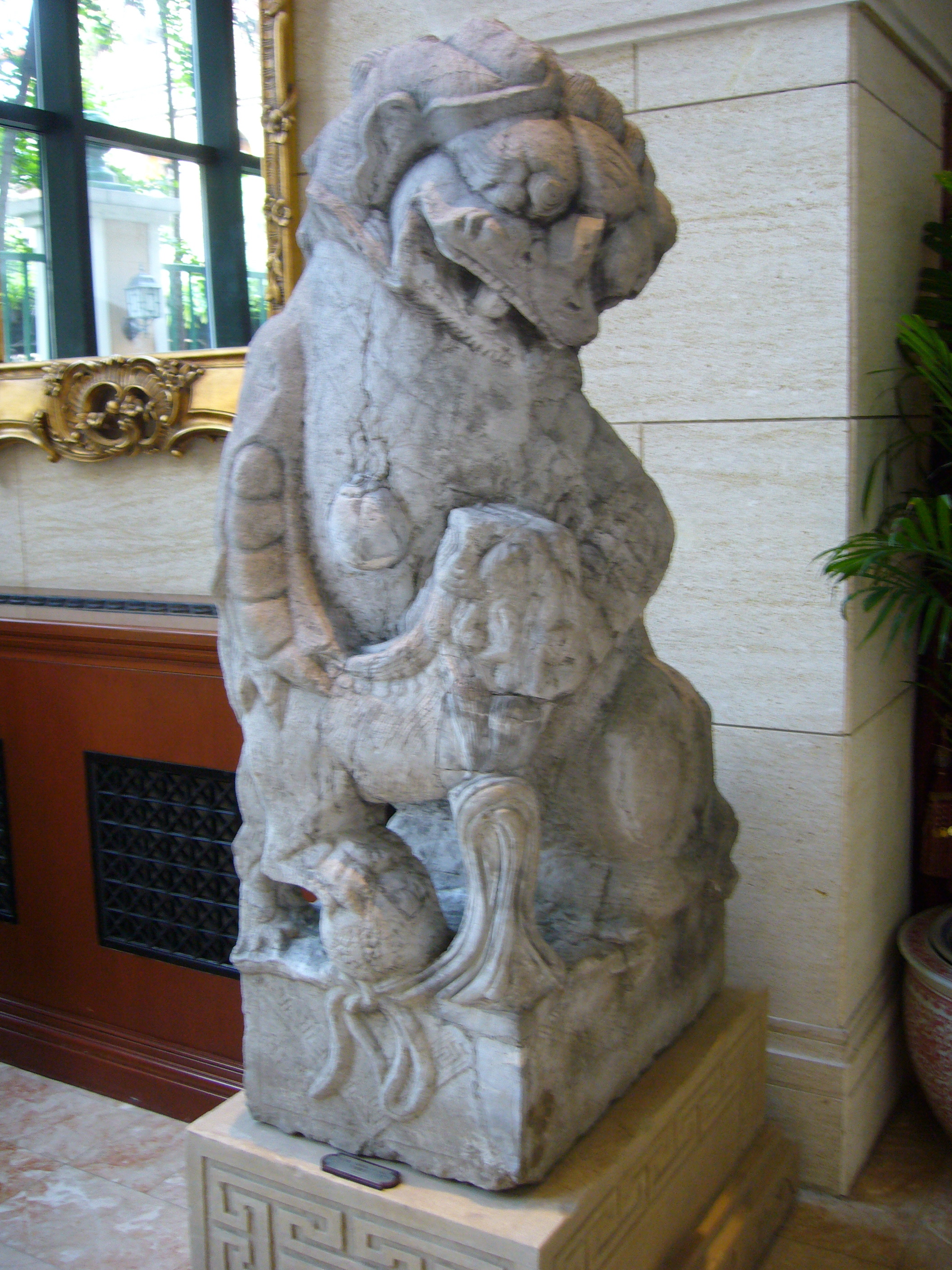
Tempelleeuw in de lobby

De Moller Villa in Shanghai is een monumentale villa die sinds 1989 door de Chinese staat wordt beschermd.
Eric B. Moller en zijn echtgenote Isabel woonden sinds 1919 in Shanghai. Hij was een Zweedse scheepsmagnaat, die in Shanghai ook veel geld verdiende met paardenraces. In de tuin staat een bronzen beeld van zijn favoriete paard, dat met zijn honden in de tuin begraven ligt. Hij was lid van de Jockey Club. Moller werd in Shanghai ook een succesvol zakenman, en belegde veel in onroerend goed.

## Het verhaal
Nadat een van hun twee dochtertjes een droom kreeg over een kasteel, liet haar vader het kasteel de volgende dag tekenen. Ze beschreef het als een kasteel uit de sprookjes van Hans Christian Andersen. Enkele dagen later besloot Eric Moller dit kasteel voor zijn dochter te bouwen. Dit duurde van 1927 tot 1936. De bouwstijl in een mengeling van Noorse, Chinese en Britse tudorstijl. Er staan Chinese tempelleeuwen voor de deur.

## Andere eigenaars
Na de Pacifische Oorlog werd de villa door de Japanners bezet. Daarna werd zij gebruikt door de Communistische Jeugd Liga (afdeling Shanghai). In 2001 kwam de villa in handen van de Heng-Shan Groep, die het gebouw tot hotel ombouwde. Het heet nu het Heng-Shan Moller Villa Hotel.
Het terrein is ongeveer 10.000 m² groot en is ommuurd. Tussen de bakstenen zijn figuren van Chinese geglazuurde tegels. 